# Soyuz TMA-06M
Soyuz TMA-06M —lanzado el 23 de octubre de 2012— fue un vuelo espacial a la Estación Espacial Internacional, transportando tres tripulantes miembros de la Expedición 33. TMA-06M fue el vuelo número 115 de una nave espacial Soyuz desde su lanzamiento inicial en 1967. Soyuz TMA-06M también fue el primer lanzamiento de un vuelo tripulado desde el sitio 31/6 desde julio de 1984.
La Soyuz permaneció a bordo de la estación espacial sirviendo como vehículo de escape de emergencia.

## Tripulación

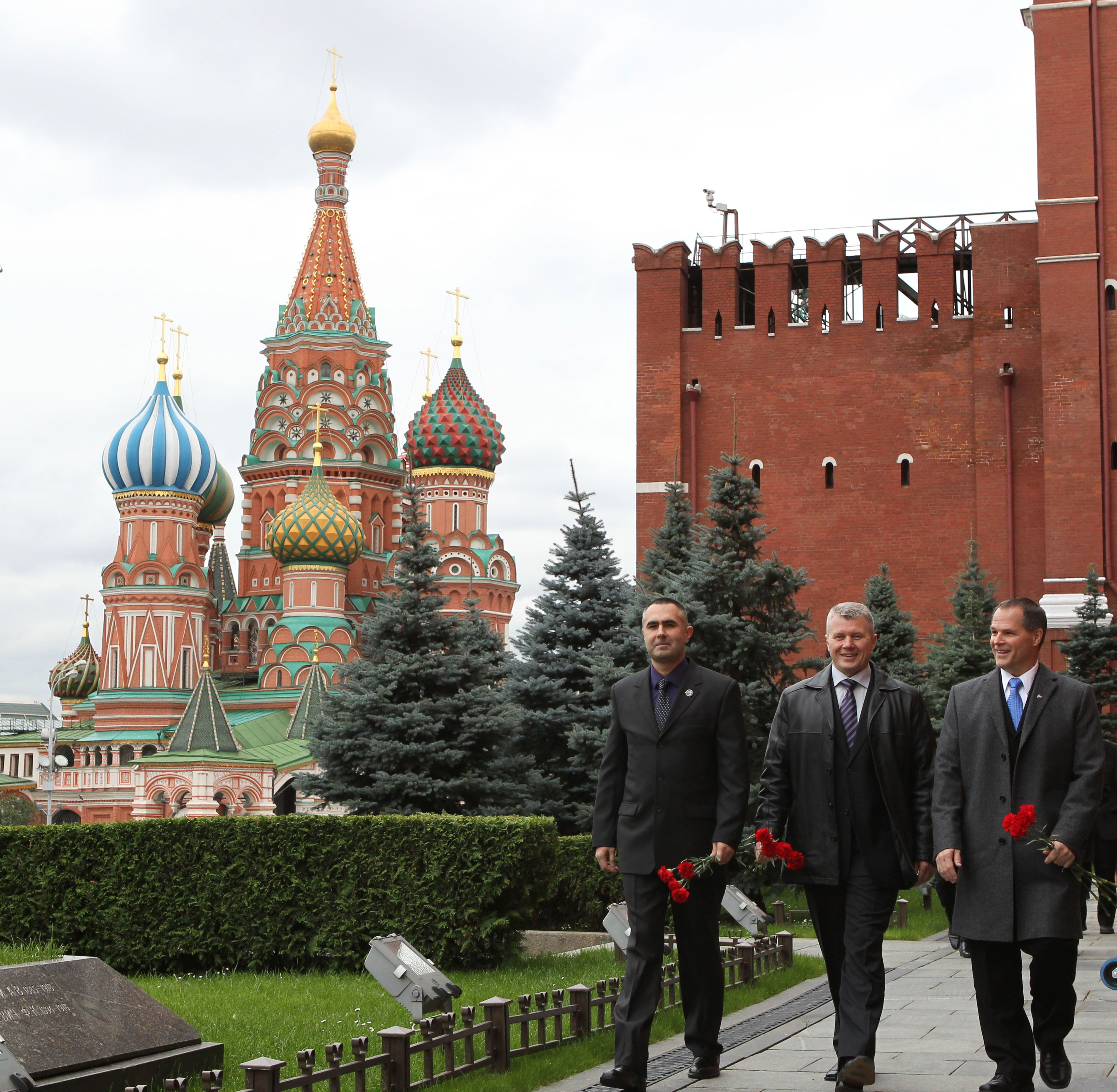
Catedral de Basiliolos miembros de la tripulación principal de la Expedición 33 llegan al Muro del Kremlin en la Plaza Roja de Moscú

| Puesto               | Miembro de la tripulación                             | Miembro de la tripulación                             |
| -------------------- | ----------------------------------------------------- | ----------------------------------------------------- |
| Comandante           | Oleg Novitskiy, Roscosmos Expedición 33 Primer vuelo  | Oleg Novitskiy, Roscosmos Expedición 33 Primer vuelo  |
| Ingeniero de vuelo 1 | Evgeny Tarelkin, Roscosmos Expedición 33 Primer vuelo | Evgeny Tarelkin, Roscosmos Expedición 33 Primer vuelo |
| Ingeniero de vuelo 2 | Kevin A. Ford, NASA Expedición 33 Segundo vuelo       | Kevin A. Ford, NASA Expedición 33 Segundo vuelo       |

### Tripulación de respaldo
| Puesto               | Miembro de la tripulación                  | Miembro de la tripulación                  |
| -------------------- | ------------------------------------------ | ------------------------------------------ |
| Comandante           | Pável Vinográdov, Roscosmos Primer vuelo   | Pável Vinográdov, Roscosmos Primer vuelo   |
| Ingeniero de vuelo 1 | Aleksandr Misurkin, Roscosmos Primer vuelo | Aleksandr Misurkin, Roscosmos Primer vuelo |
| Ingeniero de vuelo 2 | Christopher Cassidy, NASA Primer vuelo     | Christopher Cassidy, NASA Primer vuelo     |